# Aixa Middleton
Aixa Middleton González (* 6. Februar 1988) ist eine panamaische Leichtathletin, die sich auf den Diskuswurf spezialisiert hat und auch im Kugelstoßen an den Start geht.

## Sportliche Laufbahn
Erste internationale Erfahrungen sammelte Aixa Middleton im Jahr 2002, als sie bei den Zentralamerikameisterschaften in San José mit einer Weite von 38,06 m die Silbermedaille im Diskuswurf gewann. Im Jahr darauf siegte sie bei den Jugend-Zentralamerikameisterschaften ebendort mit 10,81 m im Kugelstoßen sowie mit neuem Meisterschaftsrekord von 37,92 m mit dem Diskus. Anschließend gewann sie bei den Zentralamerikameisterschaften in Guatemala-Stadt mit 36,77 m. 2004 siegte sie mit 10,07 m im Kugelstoßen bei den Jugend-Zentralamerikameisterschaften in San José sowie mit 38,20 m im Diskuswurf. Zudem gewann sie mit 24,03 m die Silbermedaille im Hammerwurf. Anschließend gewann sie bei den Jugendsüdamerikameisterschaften in Guayaquil mit 39,17 m die Silbermedaille im Diskuswurf. Im Jahr darauf siegte sie mit 43,15 m bei den Zentralamerikameisterschaften in San José im Diskuswurf und gewann mit 11,41 m die Bronzemedaille im Kugelstoßen. Anschließend erreichte sie bei den Jugendweltmeisterschaften in Marrakesch mit 41,94 m den zehnten Platz im Diskuswurf und siegte dann mit 11,33 m und 42,95 m bei den Junioren-Zentralamerikameisterschaften in Managua, ehe sie bei den Juniorensüdamerikameisterschaften in Rosario mit 42,14 m den vierten Platz belegte. 2006 siegte sie mit 11,48 m und 42,93 m im Kugelstoßen sowie mit dem Diskus bei den Junioren-Zentralamerikameisterschaften in Guatemala-Stadt. Im Jahr darauf siegte sie mit 44,67 m im Diskuswurf bei den Junioren-Zentralamerikameisterschaften in San Salvador und gewann dort mit 10,95 m die Silbermedaille im Kugelstoßen. Daraufhin siegte sie mit neuem Meisterschaftsrekord von 45,13 m mit dem Diskus bei den Zentralamerikameisterschaften in San José. 
Nach zwei Jahren Wettkampfpause siegte sie 2010 bei den Zentralamerikaspielen in Panama-Stadt mit 11,74 m im Kugelstoßen sowie mit 47,10 m im Diskuswurf. Zudem wurde sie mit 33,24 m Vierte im Hammerwurf. Anschließend gewann sie bei den Zentralamerikameisterschaften in Guatemala-Stadt mit 11,46 m und 44,27 m jeweils die Silbermedaille im Kugelstoßen und Diskuswurf und dann wurde sie bei den Zentralamerika- und Karibikspielen (CAC) in Mayagüez mit 46,84 m Sechste mit dem Diskus. Daraufhin gelang ihr bei den Ibero-Amerikanischen Meisterschaften in San Fernando kein gültiger Versuch. Im Jahr darauf siegte sie mit Meisterschaftsrekord von 46,28 m bei den Zentralamerikameisterschaften in San José und gewann dort mit 11,66 m die Silbermedaille im Kugelstoßen. Auch bei den Zentralamerikameisterschaften 2012 in Managua siegte sie mit 43,71 m im Diskuswurf und gewann mit 11,63 m die Silbermedaille im Kugelstoßen. Im Jahr darauf siegte sie dann mit 12,28 m und 49,71 m bei den Zentralamerikameisterschaften ebendort und dann siegte sie mit neuem Spielerekord von 49,08 m bei den Zentralamerikaspielen in San José und gewann mit 12,48 m die Silbermedaille im Kugelstoßen hinter ihrer Landsfrau Natyan Catano. Im Juli erreichte sie bei den Südamerikameisterschaften in Cartagena mit 51,02 m Rang sieben und anschließend gewann sie bei den Juegos Bolivarianos in Trujillo mit 51,94 m die Bronzemedaille hinter der Chilenin Karen Gallardo und Johanna Martínez aus Kolumbien. 2014 nahm sie erstmals an den Südamerikaspielen in Santiago de Chile teil und belegte dort mit 51,37 m den sechsten Platz. Anschließend erreichte sie bei den Ibero-Amerikanischen Meisterschaften in São Paulo mit 51,63 m Rang fünf und dann wurde sie bei den Zentralamerika- und Karibikspielen in Xalapa mit 51,59 m ebenfalls Fünfte. 
2015 belegte sie bei den Südamerikameisterschaften in Lima mit 50,70 m den sechsten Platz und anschließend siegte sie mit 12,32 m und 55,00 m im Kugelstoßen und Diskuswurf bei den Zentralamerikameisterschaften in Managua. Daraufhin startete sie bei den Panamerikanischen Spielen in Toronto und gelangte dort mit 50,62 m auf Rang neun im Diskuswurf. Im Jahr darauf siegte sie mit 50,66 m bei den Zentralamerika- und Karibikmeisterschaften in San Salvador und gewann mit 12,27 m die Silbermedaille im Kugelstoßen. 2017 siegte sie mit 12,92 m und 49,87 m bei den Zentralamerikameisterschaften in Tegucigalpa und gewann dann mit 54,74 m die Silbermedaille im Diskuswurf bei den Juegos Bolivarianos hinter der Chilenin Karen Gallardo. Im Jahr darauf siegte sie dann mit 52,41 m bei den Zentralamerikameisterschaften in Guatemala-Stadt im Diskuswurf und gewann mit 12,16 m die Silbermedaille im Kugelstoßen. Anschließend wurde sie bei den CAC Spielen in Barranquilla mit 53,97 m Fünfte. 2019 klassierte sie sich bei den Südamerikameisterschaften in Lima mit 50,57 m auf dem fünften Platz und siegte anschließend mit 52,31 m bei den Zentralamerikameisterschaften in Managua, ehe sie bei den Panamerikanischen Spielen in Lima mit 53,80 m auf den achten Platz gelangte. 2021 siegte sie ein weiteres Mal bei den Zentralamerikameisterschaften in San José mit einer Weite von 47,91 m im Diskuswurf und im Jahr darauf verteidigte sie bei den Zentralamerikameisterschaften in Managua mit 46,90 m ihren Titel, ehe sie bei den Juegos Bolivarianos in Valledupar mit 49,11 m den vierten Platz belegte. 2023 siegte sie mit 46,11 m bei den Zentralamerikameisterschaften in Managua und sicherte sich im Kugelstoßen mit 11,61 m die Bronzemedaille hinter den Costa Ricanerinnen Deisheline Mayers und Haydee Grijalba. Anschließend gelangte sie bei den Zentralamerika- und Karibikspielen in San Salvador mit 49,63 m auf den fünften Platz im Diskusbewerb.
In den Jahren 2017 und 2023 wurde Middleton panamaische Meisterin im Diskuswurf.

## Persönliche Bestleistungen
- Kugelstoßen: 13,02 m, 11. Dezember 2017 in Managua
- Diskuswurf: 55,00 m, 27. Juni 2015 in Managua (panamaischer Rekord)